# Éric Boullier
Éric Boullier (Laval, Mayenne, França 9 novembre 1973) és l'actual president del Lotus F1 Team des de 2009 i el vicepresident de la Formula One Team Association des de 2010. És un graduat de l'Institut polytechnique des sciences avancées.